# Iglesia de la Trinidad (Berlín)
La Iglesia de la Trinidad ( Dreifaltigkeitskirche ) fue una iglesia protestante barroca en Berlín, Alemania oriental, dedicada a la Santísima Trinidad. Fue inaugurada en agosto de 1739 y destruida en noviembre de 1943; sus escombros se retiraron en 1947.

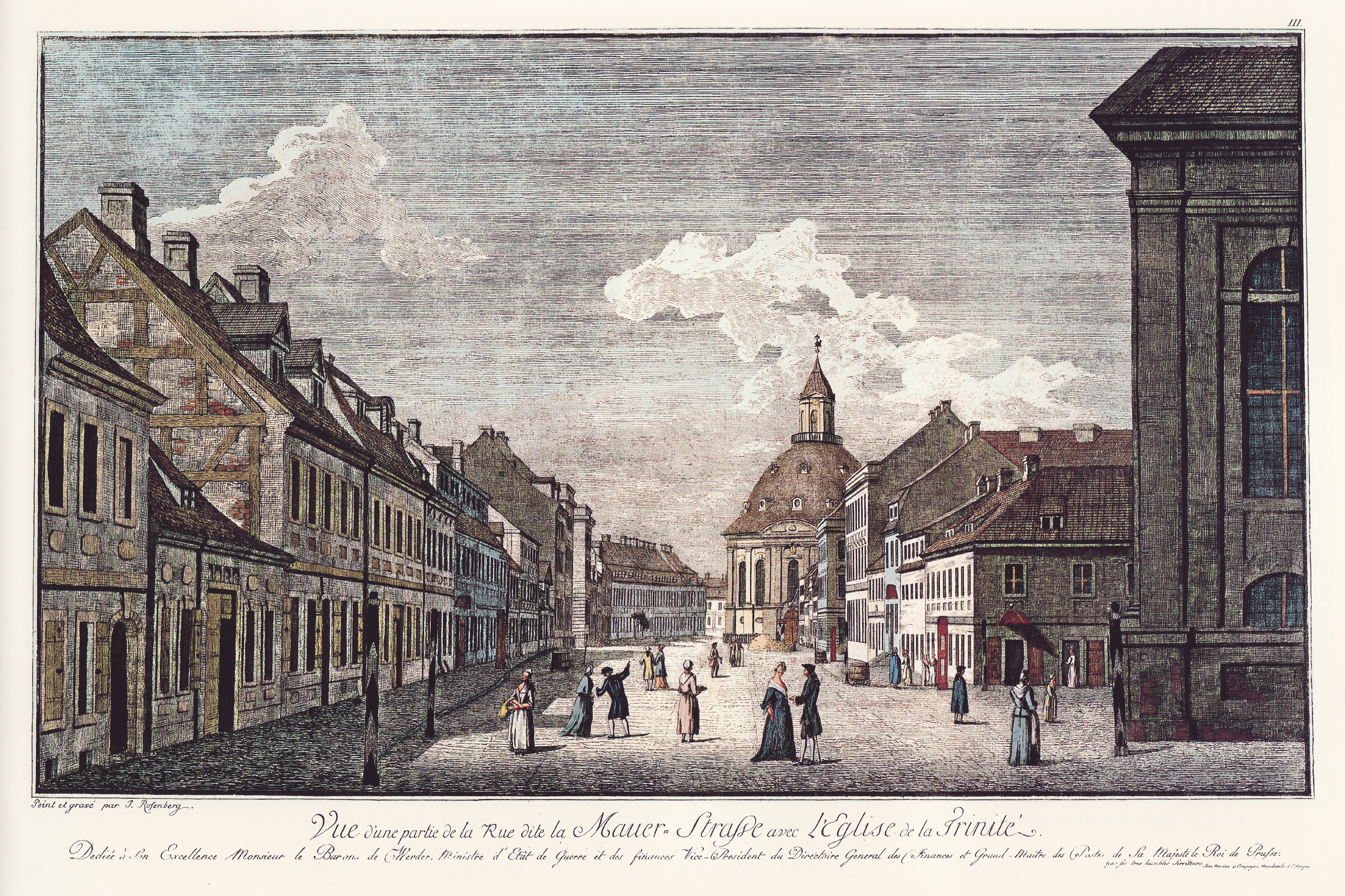
Vista del norte de Mauerstraße, incluida la iglesia de la Trinidad, c 1780

Estaba situada en el barrio de Friedrichstadt (ahora parte del distrito de Mitte), en la intersección de las calles Mauerstraße, Kanonierstraße (ahora conocida como Glinkastraße) y Mohrenstraße en el código postal 10117 de Berlín. En la Glinkastraße/Taubenstraße se construyeron tres casas domésticas utilizadas como vicaría y las dos que sobrevivieron a la Segunda Guerra Mundial siguen formando parte de la parroquia en la actualidad (Glinkastraße 16 y Taubenstraße 3.). Una iglesia similar, la Böhmische Bethlehems-Kirche de 1737, también estaba cerca (Bethlehemskirchplatz).

## Historia
La expansión de Berlín por parte de Federico Guillermo I de Prusia hizo necesaria la construcción de nuevas iglesias. La primera piedra de la Iglesia de la Trinidad se colocó en agosto de 1737 y Titus Favre fue nombrado jefe de obras. Fue diseñada por Christian August Naumann como un edificio circular con cuatro cortas proyecciones, sugiriendo una forma de cruz.

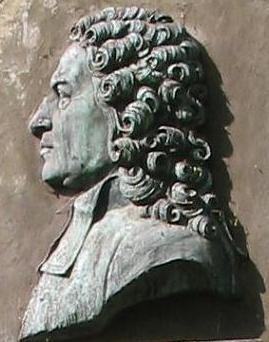
Johann Julius Hecker (1707-1768), el primer pastor de Trinity Church

También contaba con una cúpula de 22 m de diámetro sobre el centro de la cruz, que consistía en una estructura de madera con azulejos y una linterna octogonal que servía de campanario y una decoración interna que representaba a los Cuatro Evangelistas. La nave estaba inicialmente rodeada de tres galerías, con el altar del púlpito, el órgano y un segundo altar en el lado este. La iglesia se inauguró el 30 de agosto de 1739 y, durante unos cien años, fue el edificio eclesiástico protestante más nuevo de Berlín. Su primer párroco, el profesor y teólogo Julius Hecker, fue nombrado por el propio Federico Guillermo.
Durante la ocupación de Berlín por parte de Napoleón I, la iglesia se utilizó temporalmente como cuartel, mientras que el teólogo Friedrich Schleiermacher predicó allí desde 1809 hasta 1834 y también confirmó al futuro canciller Otto von Bismarck en la iglesia en 1831.

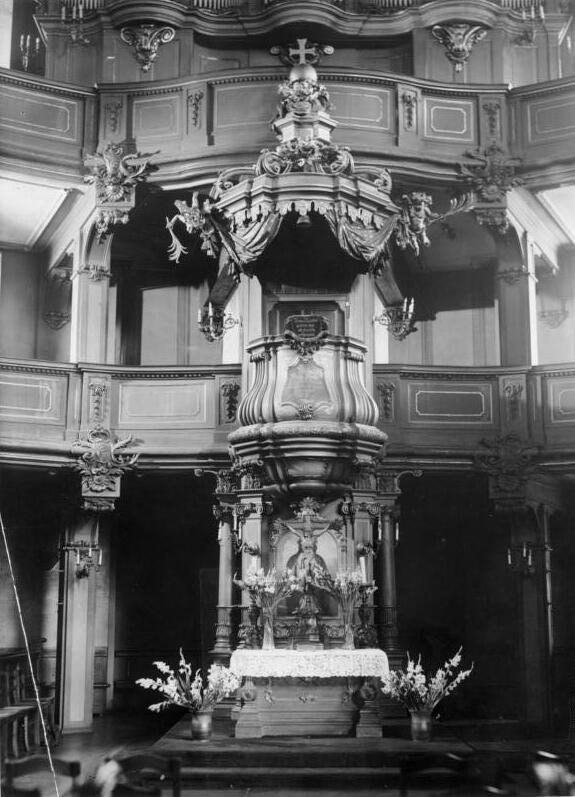
Interior: el típico altar del púlpito protestante, foto 1939.

Schleiermacher, que había defendido la unión de las congregaciones luterana y calvinista en Prusia, convenció a la congregación no solo de unirse a la Iglesia Evangélica Unida en Prusia (fundada en 1817),  sino también para que adoptara la confesión de la unión para la propia congregación, que no era obligatoria, sino que fue introducida por un puñado de congregaciones de Berlín.

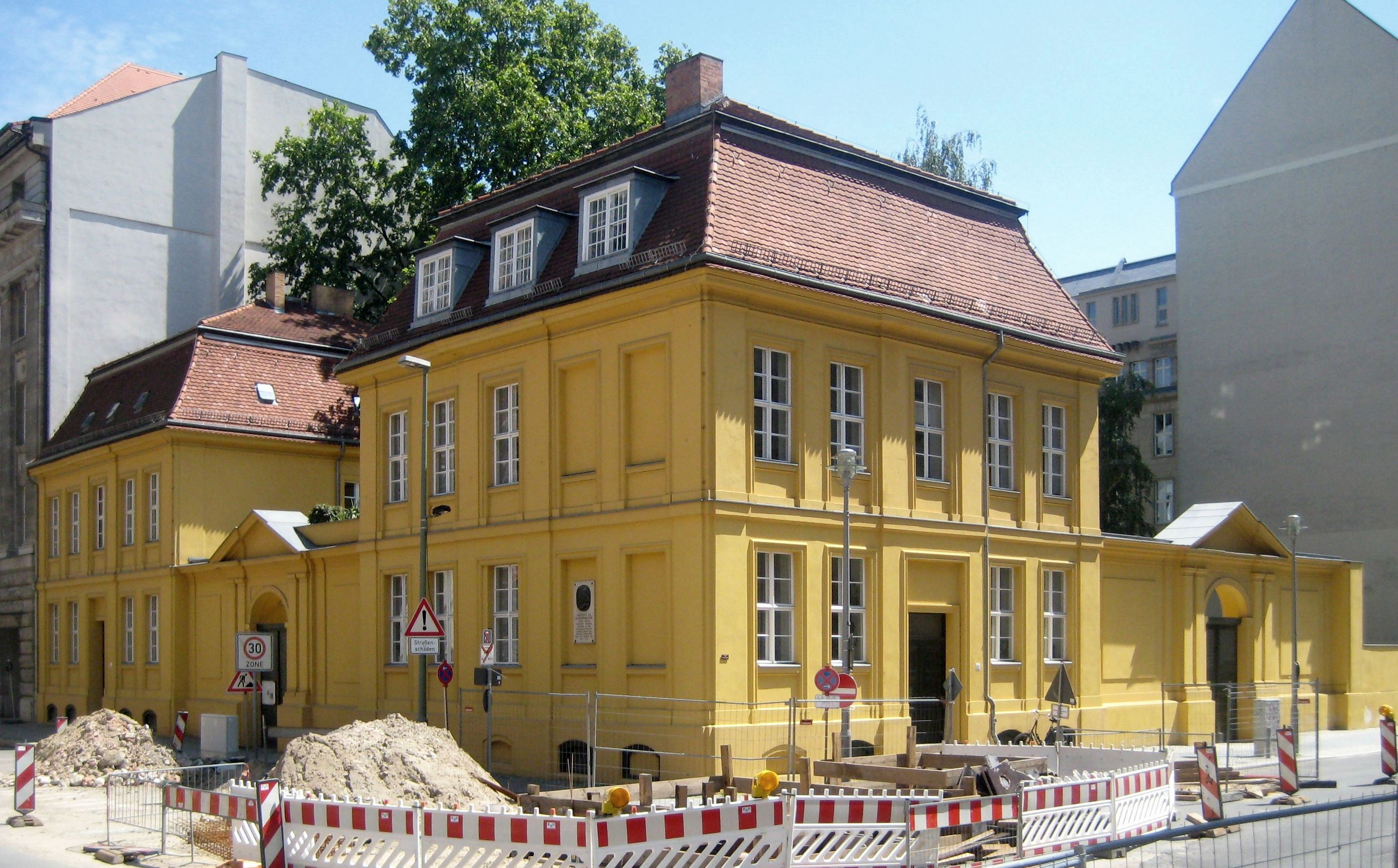
La rectoría barroca en Taubenstraße / Glinkastraße.

La galería superior fue reconstruida por el arquitecto Adolf Lohse en 1864. Ernst Hermann von Dryander (1843-1922) fue el párroco de la iglesia de 1882 a 1898, periodo durante el cual se añadieron un baptisterio y un nuevo pórtico de la sacristía según los planos de los arquitectos Carl Vohl y Friedrich Schulze entre 1885 y 1886.
Paul von Hindenburg asistió al servicio dominical en la iglesia, mientras que Dietrich Bonhoeffer predicó allí en los servicios universitarios durante su tiempo como profesor y capellán en la Universidad Técnica de Berlín de 1932 a 1933. Fue destruida por un bombardeo en noviembre de 1943 y sus ruinas fueron utilizadas como búnker del Partido Nazi antes de ser demolidas en 1947. Después de la guerra, la parroquia continuó celebrando sus servicios hasta, al menos, la década de 1970 en la rectoría de la calle Wilhelmstraße 115.

## Cementerios

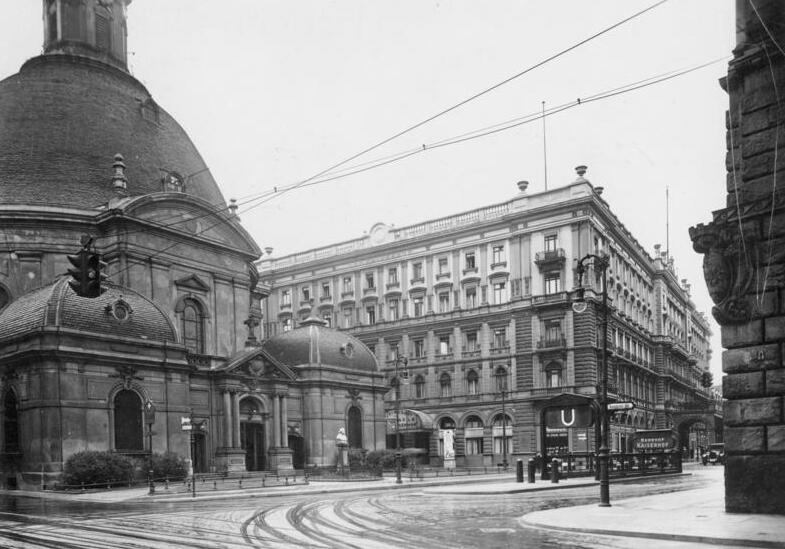
Entrada principal norte de la Iglesia de la Trinidad (1931), a la derecha la entrada este de la estación de metro Kaiserhof.

La congregación contaba con muchos berlineses conocidos como feligreses, ya que su parroquia incluía barrios del centro de Berlín elegidos para vivir entre los más acomodados en el siglo XIX. Los cementerios aún conservan muchas tumbas de conocidos feligreses. Los cementerios se denominan Dreifaltigkeitsfriedhof y están numerados:
- Dreifaltigkeitsfriedhof I, inaugurado en 1739, situado en medio de un conjunto de cementerios de siete congregaciones, por lo que no hay acceso directo, sino a través de Friedhof I der Jerusalems- und Neuen Kirche, Zossener Straße frente al nº 58, o a través de Friedhof III der Jerusalems- und Neuen Kirche, Mehringdamm 21 (cerca de la estación de U-Bahn homónima), ambos Berlín-Kreuzberg
- Dreifaltigkeitsfriedhof II, inaugurado en 1825, Bergmannstraße 39–41, Berlín-Kreuzberg[2]
- Dreifaltigkeitsfriedhof III, inaugurado en 1900, Eisenacher Straße 61, Berlín-Mariendorf